# Elaine Morgan (chanteuse)
Pour les articles homonymes, voir Elaine Morgan.
Elaine Morgan est une chanteuse et musicienne folk galloise, née à Cardiff le 11 février 1960. Presque anonyme dans son propre pays, elle mieux connue en France pour être l'une des voix de l'Héritage des Celtes.

## Biographie
Née à Cardiff, Elaine Morgan est la plus jeune de trois sœurs. Elle commence sa carrière en tant que chanteuse de session, enregistrant des jingles pour des publicités et des chœurs pour d'autres artistes.
Avec son mari Derek Morgan, elle forme son propre groupe folk rock, Rose Among Thorns, qui produira plusieurs albums tout au long des années 1990. Mais avant cela, on leur propose de faire la première partie du groupe Fairport Convention en 1985. Depuis lors, elle travaille régulièrement avec Ashley Hutchings et The Albion Band, et effectue plusieurs tournées au Royaume-Uni, en soutien de Ralph McTell. Le premier album solo d'Elaine Morgan, First Blush, est produit par Hutchings et Phil Beer et présente également d'autres membres de l'Albion Band. Elle est souvent  présente aux côtés de Fairport Convention lors de son rassemblement annuel dans le village de Cropredy (Oxfordshire).
De 1993 à 2000, elle est membre de la troupe « L'Héritage des Celtes » de Dan Ar Braz, où elle interprète souvent le chant principal, seule ou conjointement avec Karen Matheson. Morgan et Matheson sont remarquées pour leur performance sur la chanson en langue bretonne Diwanit bugale, qui représente la France au Concours Eurovision de la chanson 1996 à Oslo. Après la séparation de ce supergroupe, elle accompagne encore Dan Ar Braz dans sa carrière solo.
Elle fait ensuite partie des groupes Evensong/Talgarth, Dewdropper, Whitehall Parade et The James Code Band, dans lesquels elle chante, siffle et joue des percussions et de la clarinette.
Depuis 2003, elle dirige le Rumney Folk Club à Rumney, près de  Cardiff, qui organise des concerts et un mini-festival chaque année dans l'église paroissiale St Augustine. Elle donne aussi des cours de chant pendant plus de 10 ans et travaille comme coordinatrice des médias étudiants à l'Université de Cardiff.

## Discographie

### sous son propre nom
- 1989 : First Blush[7]
- 2002 : Shine On[8]

### avec Dan Ar Braz
- 2003 : À toi et ceux, 2 titres

### avec Dan Ar Braz & l'Héritage des Celtes
- 1994 : Héritage des Celtes
- 1995 : En concert
- 1997 : Finisterres
- 1998 : Zénith
- 1999 : Bretagnes à Bercy[9]

### avec Rose Among Thorns
- 1990 : Rose Among Thorns
- 1992 : This Time It's Real
- 1995 : Butterfly Dreams
- 1996 : Highlights (compilation)

### avec Talgarth / Evensong
- 2003 : The Eve of a New Beginning[10]

Elaine Morgan - chant / percussions

Lesley Brabyn - chant / percussions

Gordon Keir - guitare acoustique / mandoline / percussions

Derek Morgan - guitare acoustique / percussion / chœurs

### avec Whitehall Parade
- 2021 : Close up from Afar (single)

### avec The Ghoulies
- 1982 : Dogged by Dogma (chœurs)[11]

### avec Robin Williamson
- 1988 : Ten of Songs[2]